# Lüneburger Eisenwerk
Das Lüneburger Eisenwerk war einer der ältesten Industriebetriebe in der Geschichte der Stadt Lüneburg.

## Geschichte

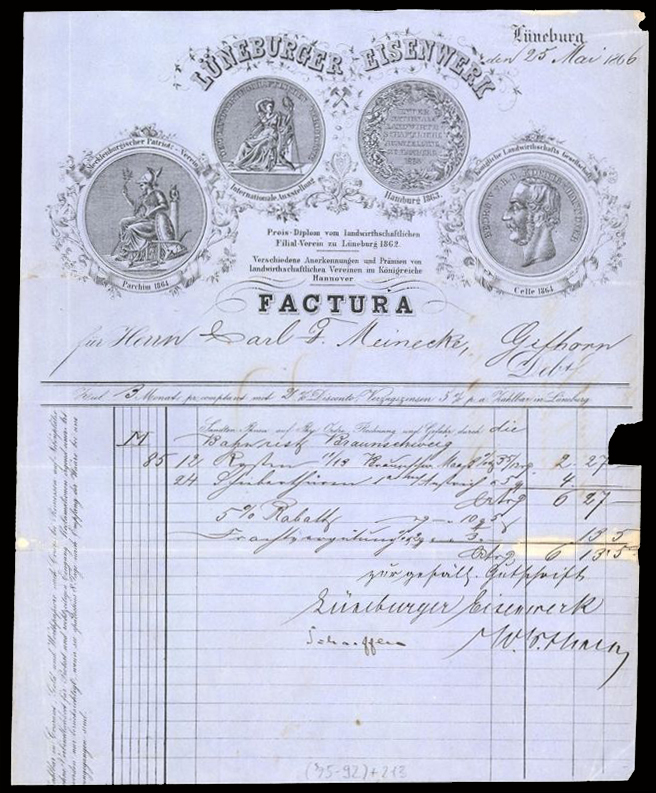
Rechnungsbogen vom Mai 1866 mit Abbildungen von Medaillen im Briefkopf

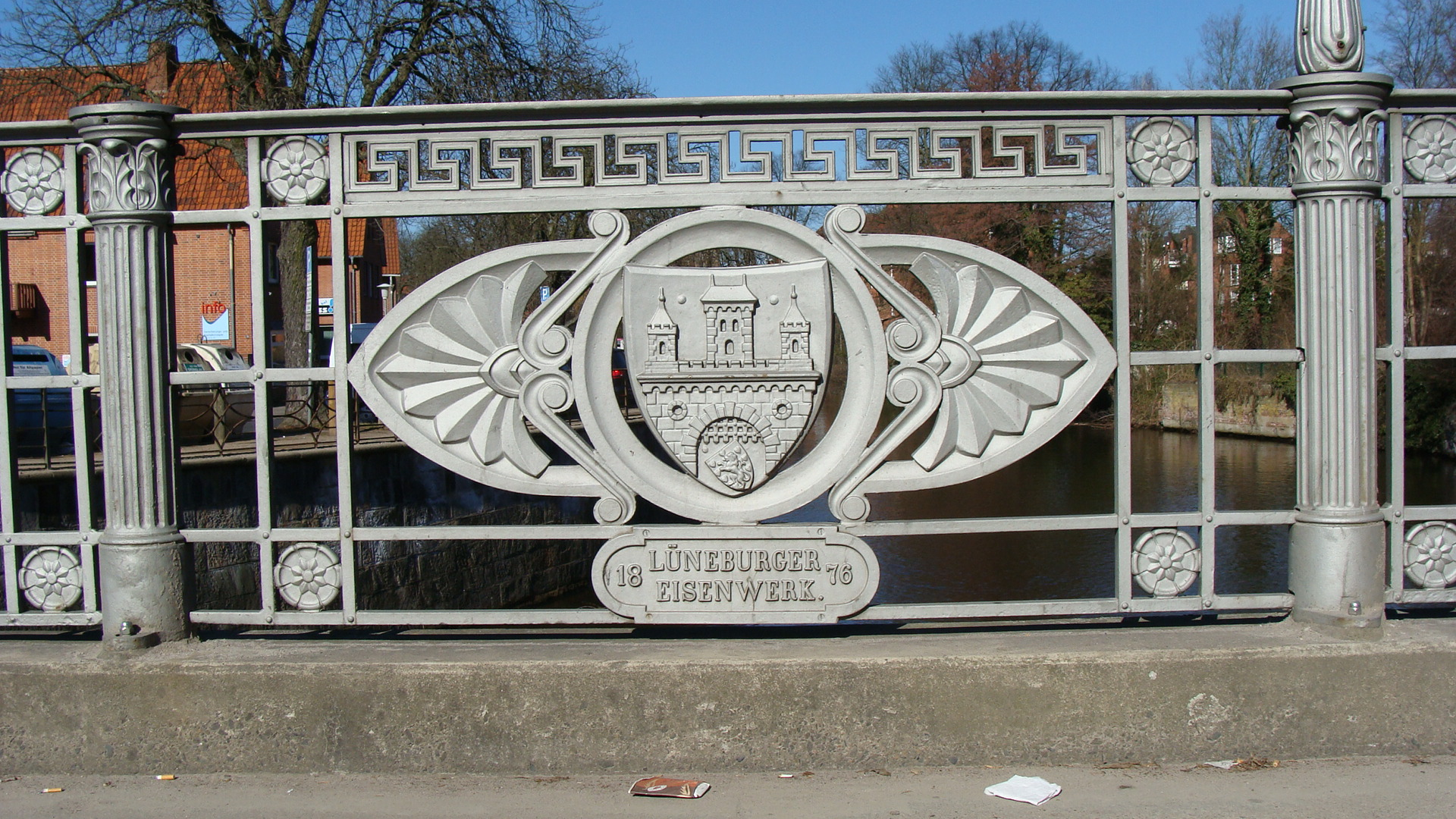
Mit dem Wappen der Stadt Lüneburg 1876 datiertes Ziergeländer aus Eisenguss an der Brücke über die Ilmenau an der Altenbrückertorstraße

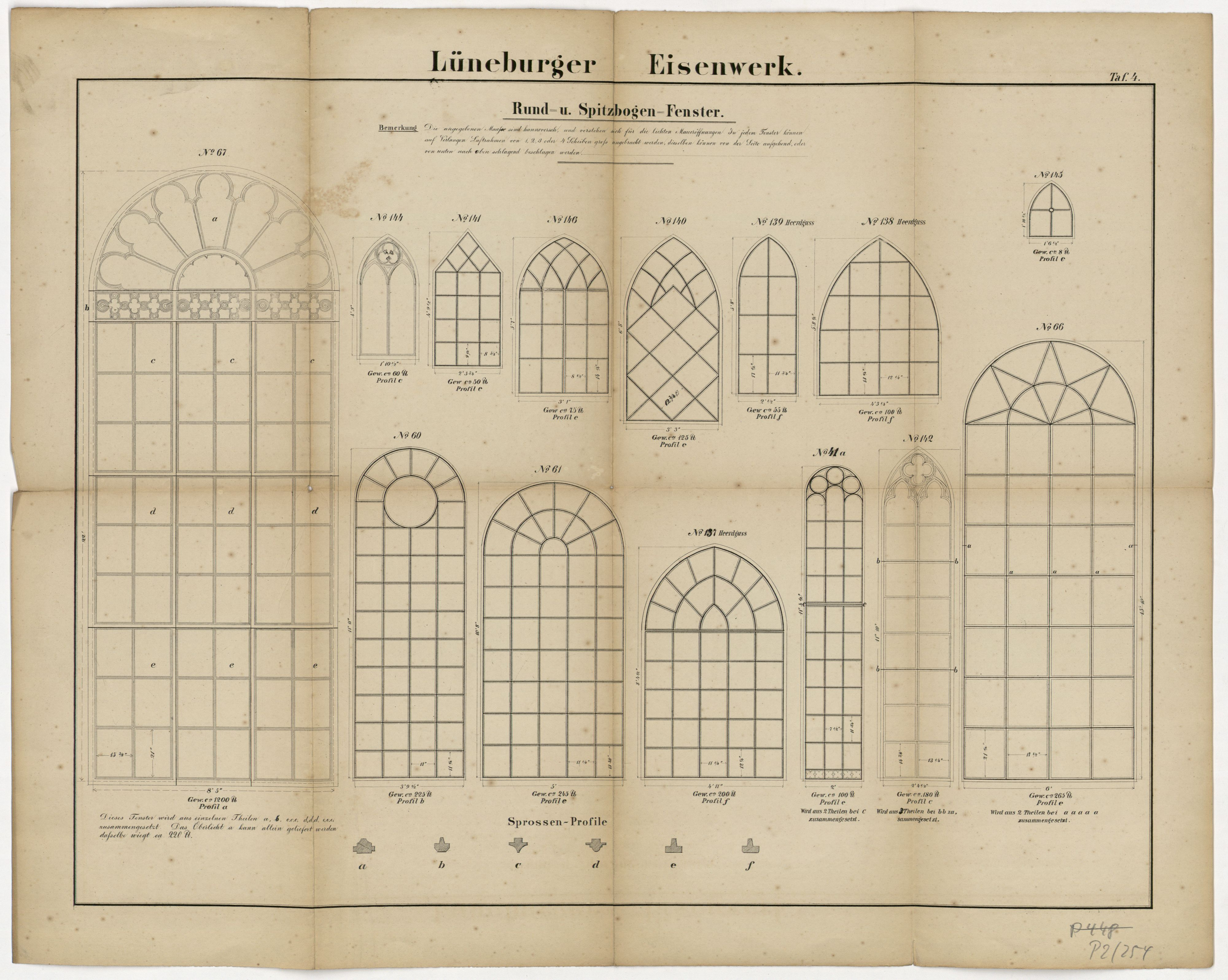
Um 1890: Tafel 4: „Rund- u. Spitzbogen-Fenster“ mit hannoverschen Maßen;
Plakate des Stadtarchivs Duderstadt

Das Unternehmen wurde zu Beginn der Industrialisierung des Königreichs Hannover im Jahr 1843 von dem gebürtigen Lüneburger August Wellenkamp und dem aus Osnabrück stammenden Gießereifachmann Julius Meese gegründet. Ihren Sitz hatte die Firma anfänglich an der heutigen Straße Vor dem Bardowicker Tore.
Mitte der 1970er-Jahre wurde der Betrieb auf ein Gelände in der Gebrüder-Heyn-Straße am Lüneburger Hafen verlegt.
Ende 2017 meldeten die Manager des Eisenwerks, das unterdessen in den Besitz der in Bremen sitzenden Wibbeling-Gruppe übergegangen war, Insolvenz an.

## Bekannte Produkte
Zu den Produkten der Gießerei zählten beispielsweise
- Kanaldeckel, wie sie zum Beispiel noch heute über den Schächten für die Kanalisation  in Mölln zu finden sind.[2]

- 1872 datierter Hafenkran im Binnenhafen von Stade[3]
- 1876 datiertes Ziergeländer der Ilmenaubrücke Ecke Altenbrückertorstraße in Lüneburg[4]